# Кам'янське (Берегівський район)
Кам'янське́ — село в Кам'янській сільській громаді Берегівського району Закарпатської області України.
Колишня назва — Кив'яждь. Походить від так званої груші «кивящанки», яка росла в центрі села. Головною святинею села є Покровський храм.

## Герб
Щит двічі перетятий лазуровим, золотим та зеленим. Поверх всього виникає зелена груша з коричневим стовбуром і червоними плодами, супроводжувана зверху Божою Матір'ю у лазурових шатах, червоній накидці, з золотим німбом, яка тримає в руках срібний покров з трьома золоими хрестами. З правого кута щита сходить золоте сонце з променями.

## Історія
В околицях села, на п'ятій і шостій вершинах гряди, з правого боку автотраси Берегове — Іршава — ранньо- і пізньопалеолітичні місцезнаходження.
Перша згадка - 1412.
У ХІХ ст. громада Кив'яждь мала власну символіку: печатку з зображенням листяного дерева, під яким стоїть павич (зразок такої печатки, датованої 1862 р., описав відомий мукачівський краєзнавець Т.Легоцький).
Церква Покрови Пресвятої Богородиці (1902).
Церква стояла в селі вже в 1692 р. У 1740 р. згадують дерев'яну церкву, але священик жив у Боґаревиці. У 1902 p., коли за священика Імре Дудинського зводили муровану церкву, стара дерев'яна ще стояла. Тоді в Кам'янському було 829 греко-католиків, а в філіях — 525 у Хмільнику та 175 — у Воловиці.
Очевидно, 1902 р. є роком початку спорудження, бо над входом зазначено дату 1909—1910. Іконостас до мурованої церкви вирізьбив відомий різьбяр Іван Павлишинець. У 1998 р. замість дерев'яної каркасної дзвіниці вимурували з цегли нову — високу, двох'ярусну.
Дерев'яна каплиця коло мурованої церкви Покрови — це рідкісний на теперішній час зразок вишуканих малих архітектурних споруд у народному будівництві.
Каплицю збудували край дороги в середині XIX ст. Коли наприкінці 1940-х років насувалася хвиля руйнувань храмів, люди перенесли каплицю до церкви і таким чином урятували.
Після перенесення каплиця зазнала незначних змін — ґонтове покриття даху змінено на бляшане, дещо вкорочено хрест, але незмінними лишилися вишукані пропорції та чудові художні деталі, які дотепер милують око.
У 1949 р. місцевого пароха Степана Леґезу заслали на каторгу і помер він у Мордовії (Росія) в 1954 р.

## Населення
Згідно з переписом УРСР 1989 року чисельність наявного населення села становила 1528 осіб, з яких 717 чоловіків та 811 жінок.
За переписом населення України 2001 року в селі мешкало 1456 осіб.

### Мова
Розподіл населення за рідною мовою за даними перепису 2001 року:
| Мова            | Кількість | Відсоток |
| --------------- | --------- | -------- |
| українська      | 1471      | 99.26%   |
| російська       | 8         | 0.54%    |
| інші/не вказали | 3         | 0.20%    |
| Усього          | 1482      | 100%     |

## Туристичні місця
- колишня назва — Кив'яждь. Походить від так званої груші «кивящанки», яка росла в центрі села.
- В околицях села, на п'ятій і шостій вершинах гряди, з правого боку автотраси Берегове — Іршава — ранньо- і пізньопалеолітичні місцезнаходження.
- Покрови Пресвятої Богородиці (1902).
- вузькоколійна залізниця